# Ásgrímur Jónsson

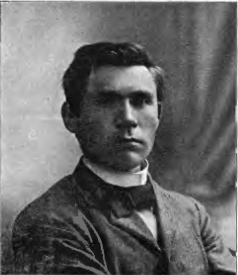
Ásgrímur Jónsson

Ásgrímur Jónsson (* 4. März 1876 auf dem Hof Suðurkot, Island; † 5. April 1958 in Reykjavík, Island) war ein isländischer Maler.

## Leben
Ásgrimur war der Sohn eines Bauern. Er wurde auf einem Bauernhof im Süden Islands geboren und wuchs im Schatten des Vulkans Hekla auf. 1897 ging er nach Kopenhagen an die Königlich Dänische Kunstakademie, um Malerei zu studieren.
Ásgrimur hat die Kunst seines Landes stark beeinflusst und war einer der ersten isländischen Künstler, die sich auch im Ausland Ansehen erwarben.
Motivlich konzentrierte er sich auf die Landschaften seiner Heimat, wobei er die französischen Impressionisten als Vorbilder vor Augen hatte. Manche seiner Bilder illustrieren auch isländische Sagas und Volksmärchen.
Sein Grab befindet sich auf dem Friedhof der Kirche Gaulverjabaejarkirkja in Flóahreppur.